# Palamedes (Arthurlegende)
Palamedes is een van de ridders van de Ronde Tafel. Aan deze ridder worden in de regel exotische, Arabische, dan wel Moorse oorsprongen toegekend, zoals in Thomas Malory's Le Morte Darthur en in The Once and Future King van T.H. White. Hij is dan van Moorse afkomst, maar wordt in de regel ook bekeerd tot het christendom bij aanvang van de Graalqueeste. Daarbij is hij te beschouwen als een heiden, maar zijn daden spreken van een christelijke moraliteit. In zoverre heeft dit karakter een functie als een heidense tegenhanger van de hoofdpersoon Tristan. Tevens wordt Palamedes in verband gebracht met de eindeloze jacht naar het Speurbeest, alhoewel datzelfde motief eveneens aan koning Pellinore toegeschreven wordt. Palamedes is ook een belangrijk personage in de verhalencyclus rond Tristan en Isolde (legende). Vanwege zijn verklaarde hoofse liefde voor Isolde heeft hij geregeld een conflict met Tristan. Tegelijkertijd komt uit ditzelfde conflict vaak juist een vriendschap met Tristan voort, meestal als gevolg van een overwinning in een gevecht door Tristan.
Palemedes is een verdienstelijk ridder, door voor een dame te strijden tegen Sir Gonereys, won de liefde van de dochter van de Koning van Bagdad door de ridder Corsabrin te verslaan, evenals verscheidene andere vijanden.

## Geschiedenis van gebruik als personage
Palamedes verschijnt vanaf de 13e eeuw in verhalen als de Prose Tristan als rivaal voor Tristan en als een van de mededingers naar de hand van Isolde. Anders dan bij personages als Tristan of koning Mark van Cornwall wordt deze liefde nooit beantwoord. In de latere episodes van Malory's Le Morte D'Arthur sluit Palmedes zich aan bij het kamp van Lancelot. In de Arthuriaanse literatuur na Mallory wordt de rol van Palamedes geleidelijk kleiner. In The Once and Future King heeft Palamedes hoofdzakelijk een komische rol door zijn aandeel in de queeste van het Speurbeest, waar hij zich samen met Koning Pellinore vermomt als een mannelijke verse van het Speurbeest en een soort psycholoog wordt voor het Speurbeest. 

## Familie
In sommige verhalen heeft Palomides ook nog twee broers, Segwarides en Safir, evenals een zuster, genaamd Florine. Zij zijn zonen van de Moorse koning Esclabor.

## Schrijfwijze
Bij gebrek aan een gestandaardiseerde spelling in middeleeuwse literatuur en de verspreiding in verschillende talen circuleren er meerdere schrijfwijzen in de verschillende verhalen, zoals Palomedes, Palomides, Palamede, Palamidez, Palamidesso, en Palomydes.

## Gebruik in populaire media
- De Palamedes, auteur onbekend, maar herbewerkt door Rustichello da Pisa
- I Due Tristani
- Povest' o Tryschane
- Prose Tristan, auteur onbekend, mogelijke Luce del Gast
- Queste del Saint Graal
- Vulgate-Cyclus, auteur onbekend
- The High History of Good Sir Palamedes the Saracen Knight and of His Following of the Questing Beast, Aleister Crowley
- Tristan and Isolde: Restoring Palamede, John Erskine
- Le Morte d'Arthur, Thomas Malory
- The Squire's Tales, Gerald Morris
- The Questing Host, Frank Pearce Sturn
- The Once and Future King, T.H. White